# Novověká filozofie
Novověká filozofie je souhrnné a poměrně neurčité označení pro evropskou filozofii v období od raného 17. století do pozdního 19. století.

## Společné charakteristiky
I když je filozofická produkce v tomto období bohatá a velmi rozmanitá, spojuje ji několik charakteristických rysů.
- Je to období občanských a náboženských válek, po nichž nastupují většinou absolutistické monarchie.
- Filozofové píší a publikují stále více v národních jazycích.
- Tak vznikají národní filozofické školy a tradice, které se navzájem méně stýkají a ovlivňují.
- Filozofie přestává být společnou tradicí a stává se dílem výrazných osobností.
- Hlavními tématy jsou politická filozofie, epistemologie a etika.
- Typický filozof už není kněz, mnich a často ani univerzitní učitel, nýbrž žije jako více méně zámožný soukromník (Descartes, Spinoza, Voltaire) nebo chráněnec šlechtice či panovníka (Hobbes, Locke, Leibniz, Vico, Rousseau).
- Od filozofie se oddělují další jednotlivé vědy.

Počátky novověké filozofie někteří spatřují v novém způsobu filozofického myšlení, jenž se v 17. století utvářel v učení Descartově, Spinozově, Hobbesově, Lockově, Leibnizově a dále se pak vyvíjel u osvícenců 18. století; v téže době však vznikaly i myšlenky Pascalovy, později Kierkegaardovy. 
Značná část novověkého myšlení je vedena snahou o ovládnutí přírody. V 16. století Podle Patočky střídá snahu porozumět snaha ovládat. Marxisté M. Buhr a G. Irrlitz v monografii věnované německé klasické filozofii říkají, že „základním problémem klasické buržoazní filozofie“ od F. Bacona a R. Descarta po Hegela a Feuerbacha je problém ovládnout zákony přírody a racionální přestavby společenského života. „Bacon a Descartes už nezkoumají objektivní realitu v duchu feudálně klerikálního myšlení, tj. jako Bohem danou a na něm závislou, ale jako takovou realitu, kterou může člověk ovládnout tím, že ji přetváří“.

## Hlavní proudy
Velké postavy novověké filozofie lze jen obtížně zařadit do nějakých škol, přesto v ní lze rozlišit tři hlavní proudy: racionalismus, empirismus a osvícenství.

### Racionalismus
Občanské a náboženské války hluboce otřásly všemi tradičními jistotami a evropské křesťanství rozdělila reformace. Z této nejistoty vzniká naléhavá potřeba najít novou a spolehlivou jistotu, kterou může nabídnout pouze všem společný rozum. Je to pouze rozum, který dovoluje nacházet a vyjadřovat obecné pravdy a zákonitosti a z nich vyvozovat jisté závěry, zejména v matematice.
Hlavní představitelé:
- René Descartes (1596-1650)
- Baruch Spinoza (1632-1677)
- Nicolas Malebranche (1638-1715)
- Gottfried Wilhelm Leibniz (1646-1716)

### Empirismus
V anglické filozofii převládla jistá skepse vůči možnostem rozumu, navazující na středověký nominalismus: jedinou – i když nepříliš spolehlivou – jistotou pro člověka je jeho zkušenost. Z ní je třeba vycházet, opatrně zobecňovat a výsledky stále kriticky ověřovat.
Hlavní představitelé:
- Francis Bacon (1561-1626)
- Thomas Hobbes (1588-1679)
- John Locke (1632-1704)
- George Berkeley (1685-1753)
- David Hume (1711-1776)

### Osvícenství
Z dlouhého období míru, prosperity a politických úspěchů vznikl dojem úplné svrchovanosti a soběstačnosti člověka. Hlavní příčinou nedostatků v lidské společnosti je setrvačné působení náboženských a jiných pověr, které lze ale překonat věděním a rozumným uspořádáním věcí. Tak vzniká také myšlenka pokroku spojená s myšlenkou osvobození a emancipace člověka.
Hlavní představitelé:
- Charles Louis Montesquieu (1689-1755)
- Voltaire (1694-1778)
- Jean-Jacques Rousseau (1712-1778)
- Denis Diderot (1713-1784)
- Claude Adrien Helvétius (1715-1771)
- Immanuel Kant (1724-1804)
- Bernard Bolzano (1781-1848)

Panovníci:
- Fridrich II. Veliký
- Josef II.
- Kateřina Veliká

### Immanuel Kant
Na konci celého období stojí velká syntéza Immanuela Kanta, která spojuje a shrnuje všechny tři uvedené proudy. Kant sám byl především osvícenec, dokázal však smířit racionalismus s empirismem a obojí cestě poznávání vykázat její místo. Tím už přesahuje období novověké filozofie a zároveň zakládá německý idealismus, nejvýznamnější filozofický proud 19. století.